# Nuraminis
Nuraminis là một đô thị ở tỉnh Sud Sardegna, vùng Sardegna của Ý, có vị trí cách khoảng 25 km về phía tây bắc của Cagliari. Đến thời điểm ngày 31 tháng 12 năm 2004, đô thị này có dân số 2.656 và diện tích là 45,3 km².
Đô thị Nuraminis có các frazione (các đơn vị cấp dưới) Villagreca.
Nuraminis giáp các đô thị: Monastir, Samatzai, Serramanna, Serrenti, Ussana, Villasor.